# Strobilanthes rhamnifolius
Strobilanthes rhamnifolius är en akantusväxtart som först beskrevs av Christian Gottfried Daniel Nees von Esenbeck, och fick sitt nu gällande namn av T. Anders.. Strobilanthes rhamnifolius ingår i släktet Strobilanthes och familjen akantusväxter. Utöver nominatformen finns också underarten S. r. minor.